# Estrella (Madrid)
Estrella es uno de los 6 barrios del distrito madrileño de Retiro. Se trata de un barrio residencial, con un alto poder adquisitivo. Está ubicado en el noreste del distrito, limitando con 4 de los 5 barrios restantes: Adelfas al sur, Pacífico al suroeste, Niño Jesús al oeste e Ibiza al noreste.

## Resumen
Se trata del barrio de Madrid con una mayor esperanza de vida (actualmente: 85,3 años) seguido de los barrios de Castilla (85,1) y El Viso (84,8), ambos en el madrileño distrito de Chamartín.
Es popularmente conocido por ser el barrio en el que residió Felipe González, primer presidente socialista posterior al Régimen, durante la Transición.
Debe su nombre a la compañía de Seguros La Estrella, que fue propietaria de los terrenos en los que actualmente se encuentra situado el barrio.
Es el Barrio del Distrito con la arquitectura más uniforme, compuesta en su mayoría de edificios de un color marrón oscuro con unos 10 - 14 pisos de altura. Fueron construidas en la década de 1960 y buscaban un público de clase “profesional”, es decir, clase media-alta. Todos los domicilios, de aproximadamente 160 metros cuadrados, contaban con una puerta de entrada, un dormitorio y un baño destinado únicamente al servicio.
Actualmente el metro cuadrado en El Barrio la Estrella está por encima de los 9.000.-€ en obra nueva y en alrededor de 5000.-€ en vivienda de segunda mano.
El nivel adquisitivo de este barrio, pese a encontrarse diferencias, desde hace décadas está por encima de la media madrileña. Señalar que hay manzanas donde la renta media por hogar supera los 73.000.-€, una cifra que casi triplica la media de la ciudad.

## Demografía
Tenía una población de 24 646 el 1 de enero de 2006. La evolución de la demografía en el barrio ha experimentado un acusado declive a lo largo de los últimos 20 años. Así, en 1986 la población del barrio era de 27.820; en 1991 era de 29.409; en 1996 era de 27.327, en 2001 era de 26.268 y en 2009 de 23.613. Por tanto, si tomamos como referencia la población de 1986, esta ha disminuido en un 11,4%, mientras que la población de la ciudad de Madrid, en ese mismo periodo, ha crecido un 4,8%. Esto probablemente sea debido al encarecimiento del barrio.
| Año  | Población | Evolución de población |
| ---- | --------- | ---------------------- |
| 1986 | 27.820    | 100                    |
| 1991 | 29.409    | 105,7                  |
| 1996 | 27.327    | 98,2                   |
| 1998 | 27.111    | 97,5                   |
| 1999 | 26.774    | 96,2                   |
| 2000 | 26.433    | 95,0                   |
| 2001 | 26.268    | 94,4                   |
| 2002 | 26.027    | 93,6                   |
| 2003 | 25.737    | 92,5                   |
| 2004 | 25.380    | 91,2                   |
| 2005 | 24.932    | 89,6                   |
| 2006 | 24.646    | 88,6                   |

La edad media del barrio es de 47,33 años. Se trata de una edad muy superior a la media de la ciudad (42,00 años), y también superior a la media del distrito, que se sitúa en los 43,88 años. Se trata de un barrio con una población muy envejecida.
Cuenta con una población extranjera de 1.204, lo que representa un 4,89% de la población. Esta tasa es la más baja del distrito, cuya media es de 9,67, y extremadamente alejada de la media de Madrid.
La nacionalidad extranjera que más predomina es la venezolana.

## Transportes

### Cercanías Madrid
Las más cercanas en cuanto a distancia son Atocha (C-2, C-3, C-4, C-5, C-7, C-8 y C-10), Méndez Álvaro (C-5 y C-10), en el barrio de Atocha del vecino distrito de Arganzuela; y Recoletos (C-2, C-7, C-8 y C-10), en el barrio homónimo del distrito de Salamanca. Cabe destacar también la estación de Nuevos Ministerios (C-2, C-3, C-4, C-7, C-8 y C-10) en el barrio de El Viso del distrito de Chamartín, que posee conexión directa con el barrio por medio de la línea 6 de metro.

### Metro de Madrid
Las líneas 6 y 9 dan servicio al barrio con las estaciones de O'Donnell (L6), Sainz de Baranda (ambas líneas), conde de Casal (L6) y Estrella (L9)

### Autobuses
Dentro de la red de la Empresa Municipal de Transportes de Madrid, las siguientes líneas prestan servicio al barrio:
| Línea             | Terminales                            |
| ----------------- | ------------------------------------- |
| 2                 | Manuel Becerra – Reina Victoria       |
| 14                | Conde de Casal – Pío XII              |
| 15                | Sol-Sevilla – La Elipa                |
| 20                | Sol-Sevilla – Pavones                 |
| 28                | Puerta de Alcalá – Bº Canillejas      |
| 30                | Felipe II – Pavones                   |
| 32                | Jacinto Benavente – Pavones           |
| 56                | Diego de León – Puente de Vallecas    |
| 63                | Felipe II – Santa Eugenia             |
| 143               | Manuel Becerra – Villa de Vallecas    |
| 145               | Conde de Casal – Ensanche de Vallecas |
| 156               | Manuel Becerra – Legazpi              |
| 215               | Felipe II – Parque de Roma            |
| E                 | Conde de Casal – Sierra de Guadalupe  |
| N6                | Cibeles – El Cañaveral                |
| N8                | Cibeles – Pavones                     |
| N9                | Cibeles – Ensanche de Vallecas        |
| Exprés Aeropuerto | Atocha – Aeropuerto                   |
| Exprés Aeropuerto | Cibeles – Aeropuerto                  |
| NC1               | Circular 1                            |
| NC2               | Circular 2                            |
| E2                | Felipe II – Las Rosas                 |
| E3                | Felipe II – Valderrivas               |